# Juan Ramírez de Arellano y Manrique de Lara
Juan Ramírez de Arellano y Manrique de Lara (Lisboa, c.1605 – Tarragona, 17 de juny de 1643) va ser un militar de la Corona Hispànica, virrei de Catalunya durant la Guerra dels Segadors.
Va néixer a Lisboa accidentalment perquè el seu pare, Felipe Ramírez de Arellano, s'hi trobava com a Capità General de l’Exèrcit Portugal. Fou membre d’una de les famílies aristocràtiques més poderoses de Castella, l’onzè titular del Senyoriu de los Cameros. A més, també va ser Senyor de Cervera, Andaluz, Casa Carrillo, Albelda, Viguera, Arellano, Cigudola y Pinillos.
Vers 1628 esdevé capità d’una companyia de les Guardes de Castella. A poc a poc, s'introdueix en el cercle del comte-duc d’Olivares, influències que li van permetre ser nomenat gentilhome de la càmera del Rei (1632). El 1634 recluta homes per combatre a Flandes. En els següents anys seguiria treballant per la Corona Hispànica en aquesta tascar. Agustín Jiménez assenyala que, a  finals de la dècada de 1630, era el principal reclutador privat de la Corona Hispànica.
El 6 de gener de 1640 se li concedeix el comtat d’Aguilar de Inestrillas. Entre finals d’aquest any i principis de 1641 centralitza la mobilització de nobles per combatre a la Guerra dels Segadors. El maig de 1641 és nomenat tinent general de cavalleria d’Espanya interí, en substitució de Felipe de Silva. En paral·lel, arran de la mort del duc de San Giorgio Carlo Maria Caracciolo també se’l va nomenar màxim responsable de la cavalleria de l’exèrcit hispànic a Catalunya.
A causa d’una altra mort, la del virrei Federico Colonna, el setembre de 1641 va ser ascendit a aquest càrrec, en el qual va aconseguir apoderar-se de Reus (desembre 1641) i Reus (gener 1642). No obstant que va ser substituït com a virrei a principis de 1642 per Pere Antoni d’Aragó Folc de Cardona, va continuar exercint de governador de Tarragona. El 1643 va formar part de l’expedició castellana contra Miravet, fracassada.